# Dremomys pernyi
Dremomys pernyi är en däggdjursart som först beskrevs av Milne-Edwards 1867. Den ingår i släktet Dremomys och familjen ekorrar. IUCN kategoriserar arten globalt som livskraftig.
Ekorrens vetenskapliga artnamn hedrar Paul Hubert Perny (1818-1907), fransk missionär i Kina.
Catalogue of Life skiljer mellan 8 underarter:
- Dremomys pernyi pernyi (Milne-Edwards, 1867)
- Dremomys pernyi calidior Thomas, 1916
- Dremomys pernyi flavior G. M. Allen, 1912
- Dremomys pernyi howelli Thomas, 1922
- Dremomys pernyi imus Thomas, 1922
- Dremomys pernyi modestus Thomas, 1916
- Dremomys pernyi owstoni (Thomas, 1908)
- Dremomys pernyi senex G. M. Allen, 1912

## Beskrivning
Pälsen är olivbrun på ryggsidan, brungråaktigt vit på buken. Analområdet och baklårens innersida är dock klart rödbruna. Svansroten är rödaktig, resten av svansen isabellafärgad (smutsgul) eller rödbrun. Kroppslängden är 17 till 23 cm, ej inräknat svansen på drygt 15 till 18 cm. Vikten varierar mellan 160 och 225 g.

## Utbredning
Denna ekorre förekommer i stora delar av östra Centralasien och norra Sydostasien. I Kina finns den i provinserna Fujian, Jiangxi, Zhejiang, Anhui, Yunnan, Guizhou, Hunan, Guangdong, Sichuan, Gansu, Shaanxi och Hubei samt i den autonoma regionen Guangxi; den förekommer även på Taiwan. I Indien är den endast påträffad på ett fåtal lokaler i delstaterna Manipur och Nagaland. I Sydöstasien förekommer den i norra Myanmar och norra Vietnam.

## Ekologi
Arten lever i bergstrakter mellan 900 och 3 500 meter över havet. Habitatet utgörs av subtropiska, städsegröna bergsskogar, lövskogar och barrskogar. Ekorren inrättar sina bon i håligheter i trädkronorna på ekar, bambu, ädelgranar och tallar.
Den är dagaktiv och trädlevande, men kan även födosöka på marken. Individerna ses ofta springa mellan nerfallna trädstammar. Arten är mycket vokal, med kraftiga och genljudande skrin.